# Mikoian-Gurevici MiG-19
Mikoian-Gurevici MiG-19 (nume de cod NATO: Farmer) a fost un avion de vânătoare sovietic cu reacție, monoloc, din a doua generație. A fost primul avion sovietic de producție capabil să aibă viteză supersonică la nivel de zbor. Un avion de vânătoare comparabil a fost modelul american F-100 Super Sabre, deși MiG-19 se va confrunta cu avioanele mult mai moderne F-4 Phantom II și F-105 Thunderchief în Războiul din Vietnam.
Un număr total de aproximativ 8.500 de avioane MiG-19 au fost produse, în principal în Uniunea Sovietică, dar și în Republica Populară Chineză (sub denumirea de Shenyang J-6) sau Cehoslovacia (sub denumirea de Avia S-105).
Avionul a fost folosit și de alte forțe aeriene, precum cele din Cuba, Vietnamul de Nord, Egipt, Pakistan și Coreea de Nord. MiG-19 a fost și în dotarea Forțelor Aeriene Române între 1958 și 1972 (16 MiG-19P și 10 MiG-19PM). Avionul a fost folosit în Războiul din Vietnam, Războiul de Șase Zile și în Războiul din Bangladesh din 1971.
În Uniunea Sovietică, MiG-19 a fost înlocuit de avionul MiG-21. În ciuda vechimii sale, MiG-19 s-a dovedit a fi manevrabil la altitudine joasă și are o rată ascensională surprinzător de mare, iar armamentul său greu - trei tunuri automate de calibrul 30 mm NR-30 - îl transformă într-un adversar redutabil în cazul luptelor aeriene apropiate.